# Kent Riley
Kentigan Peter "Kent" Riley es un actor inglés, más conocido por haber interpretado a Zak Ramsey en Hollyoaks.

## Carrera
Fue miembro del National Youth Music Theatre.
En 1999 apareció en la película The Patty Duke Show: Still Rockin' in Brooklyn Heights, donde interpretó a Liam MacAllister, el hijo de Patty (Patty Duke). El 6 de septiembre de 2004, se unió al elenco de la serie Hollyoaks, donde interpretó a Zak Ramsey hasta el 6 de agosto de 2010. En 2008 apareció en el spin-off de la serie llamado Hollyoaks: Later, donde volvió a interpretar a Zak Ramsey.
En 2011 apareció como invitado en un episodio de la serie médica Doctors, donde interpretó al oficial Jeff Donovan. En 2012 interpretó a Charlie, el prometido de Justine Littlewood (Montana Thompson) en Tracy Beaker Returns.

## Filmografía[3]

### Series de televisión
| Año         | Título               | Personaje            | Notas                                 |
| ----------- | -------------------- | -------------------- | ------------------------------------- |
| 2017        | Little Boy Blue      | Steve Geoghagen      | episodio #1.1 - miniserie             |
| 2016        | Brief Encounters     | Barry                | 5 episodios                           |
| 2016        | Jericho              | Skinny               | episodio #1.1                         |
| 2014        | Cilla                | Kenny                | 3 episodios - miniserie               |
| 2014        | Happy Valley         | Cartero              | episodio #1.6                         |
| 2013        | Doctors              | Karl "Bimmo" Bimson  | 2 episodios                           |
| 2012        | Good Cop             | Hombre en Bicicleta  | episodio #1.4                         |
| 2012        | Tracy Beaker Returns | Charlie              | episodio "Justine Littlewood Returns" |
| 2011        | Doctors              | Oficial Jeff Donovan | episodio "On Strawberry Hill"         |
| 2004 - 2010 | Hollyoaks            | Zak Ramsey           | 207 episodios                         |
| 2008        | Hollyoaks: Later     | Zak Ramsey           | 2 episodios                           |
| 2005        | Family Affairs       | Josh Tyler           | 3 episodios                           |
| 2004        | Footballers' Wives   | Kevin Donnelly       | episodio # 3.4                        |
| 2002        | Weirdsister College  | Tim Wraithewright    | episodio "Good Friends"               |

### Películas
| Año  | Título                                                 | Personaje        | Notas                                                                             |
| ---- | ------------------------------------------------------ | ---------------- | --------------------------------------------------------------------------------- |
| 1999 | The Patty Duke Show: Still Rockin' in Brooklyn Heights | Liam MacAllister | junto a Patty Duke, William Schallert, Jean Byron, Paul O'Keefe & Eddie Applegate |

### Teatro
| Año  | Obra                   | Personaje | Director              | Teatro | Notas |
| ---- | ---------------------- | --------- | --------------------- | ------ | ----- |
| 2011 | Our Style is Legendary | Stone     | Tristan Bates Theatre | -      | -     |
| -    | Oliver!                | -         | -                     | -      | -     |